# ۱۵۳۴ (میلادی)
۱۵۳۴ (میلادی) هزار و پانصد و سی و چهارمین سال تقویم میلادی است.

## مناسبت‌ها
تأسیس کلیسای انگلستان توسط هنری هشتم

## زادگان
- ۱۸ اکتبر – ژان پاسرا، شاعر فرانسوی (د. ۱۶۰۲)

## درگذشتگان
- ۲۵ سپتامبر – کلمنت هفتم، کشیش فرانسوی (ز. ۱۴۷۸)
- ۲۷ دسامبر – آنتونیو دا سانگالو الدر، معمار ایتالیایی (ز. ۱۴۵۳)
- ۵ مارس – آنتونیو دا کورجو، نقاش ایتالیایی (ز. ۱۴۸۹)